# Congregación de las Hermanas de Santa Dorotea
Congregación de las Hermanas de Santa Dorotea también llamada Hermanas de Santa Dorotea de Paola Frassinetti son una institución religiosa femenina de derecho pontificio: los miembros de esta congregación posponen a su nombre la sigla de los institutos de perfección católica S.S.D. (del latín Sorores Sanctae Dorotheae).

## Antecedentes
Fueron instituidas en el santuario de "San Martino" en Albaro de Génova por la religiosa italiana Paola Frassinetti (1809-1882) que, el 12 de agosto de 1834, con otras seis compañeras, se consagró a Dios a través de la fundación de la congregación de las "Hijas de la Santa Fe", dedicada a la evangelización a través de la educación de las jóvenes más pobres.
Su hermano mayor, el sacerdote Giuseppe (1804-1868), se encargó de la redacción de las normas del instituto, que tuvo como primera sede una pobre habitación en el barrio genovés de Quinto al Mare.
En 1835 Luca Passi (1789-1866), amigo de Giuseppe Frassinetti, confió a la nueva congregación la difusión de la Obra Pía de Santa Dorotea, para que asistiera a las jóvenes abandonadas: el instituto cambió así el nombre original al de "Congregación de Santa Dorotea" y con esta denominación fue aprobada el 4 de marzo de 1838.
El 19 de mayo de 1841 Paola Frassinetti se fue a Roma con algunas hermanas donde fue recibida por el papa Gregorio XVI que, en 1844, confió a las religiosas la dirección del convento de “Santa María del Refugio” en "Sant’Onofrio al Gianicolo", que se convirtió así en la casa generalicia de la congregación.

## Difusión y presencia de las doroteas

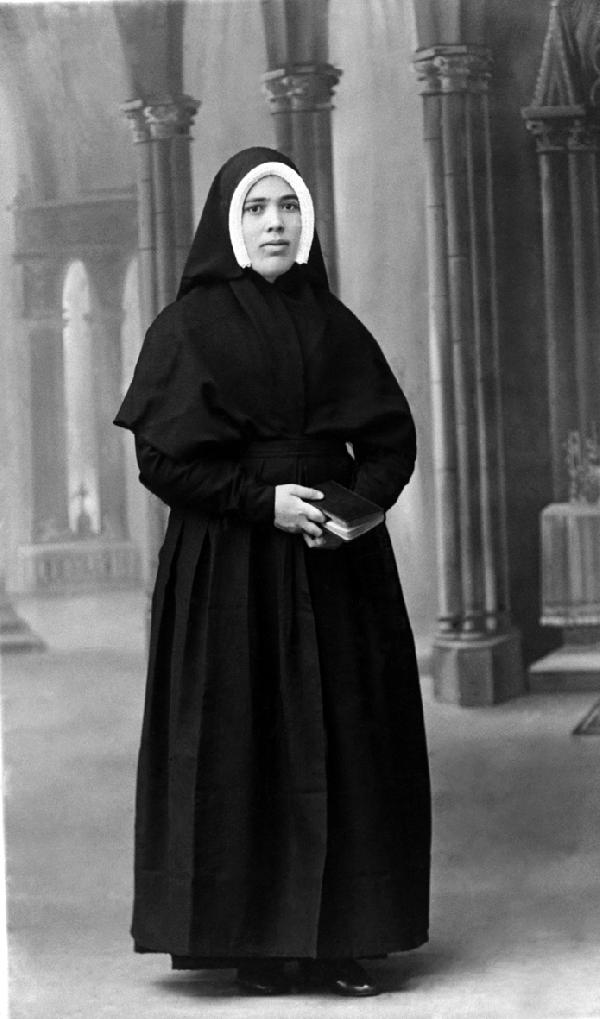
Sor Lucía, vidente de Fatima, con el hábito de las Hermanas Doroteas en el convento de Tuy (Pontevedra) donde vivió desde octubre de 1926 hasta mayo de 1946.

Se difundió rápidamente en los alrededores de Génova y en las varias ciudades del Estado Pontificio, en 1866 las doroteas abrieron casas en Portugal y en Brasil; en 1911 en Malta, España, Suiza y Estados Unidos, y en 1934 en Angola; en la década de 1960 extendieron su radio de acción al Perú, Mozambique e Inglaterra. En estos últimos años se han abierto casas en Taiwán, Argentina, Albania, Santo Tomé, Camerún y Filipinas.
El 31 de diciembre de 2005 la congregación contaba con 1138 religiosas en las 161 casas que tiene.